# Culicoides trichopis
Culicoides trichopis är en tvåvingeart som beskrevs av Meillon 1937. Culicoides trichopis ingår i släktet Culicoides och familjen svidknott.
Artens utbredningsområde är Kongo. Inga underarter finns listade i Catalogue of Life.